# Kaiyuan (ort i Kina, Liaoning)
Kaiyuan är en ort i Kina. Den ligger i provinsen Liaoning, i den nordöstra delen av landet, omkring 97 kilometer nordost om provinshuvudstaden Shenyang.
Runt Kaiyuan är det ganska tätbefolkat, med 155 invånare per kvadratkilometer. Det finns inga andra samhällen i närheten. Trakten runt Kaiyuan består till största delen av jordbruksmark.
Genomsnittlig årsnederbörd är 1 058 millimeter. Den regnigaste månaden är augusti, med i genomsnitt 248 mm nederbörd, och den torraste är januari, med 9 mm nederbörd.